# White Oak Springs, Wisconsin
White Oak Springs là một thị trấn thuộc quận Lafayette, tiểu bang Wisconsin, Hoa Kỳ. Năm 2010, dân số của thị trấn này là 113 người.